# Podevin
Podevin levde under 900-talet och arbetade som page hos hertig Wenzel I av Böhmen. Han nämns i julsången "Good King Wenceslas".